# Garífunas
Os garífunas (também grafado garifunas; em garífuna: Garinagu, singular Garifuna) são os integrantes de um grupo étnico cafuzo primariamente estabelecido na costa do Belize e Honduras.
O povo garífuna foi formado pela miscigenação de Indígenas Caraíbas e Aruaques com escravos africanos. Segundo uma tradição oral coletada pelo missionário francês Raymond Breton em 1630, os aruaques migraram para as Antilhas onde conviviam com os caribenhos, antes da chegada dos europeus. Mais tarde, dois navios espanhóis, que transportavam escravos, soçobraram numa das ilhas, pelo que os escravos naufragados se misturaram com os indígenas garifunas, que se refugiavam na costa do Belize e Honduras.
Estima-se que haja 600 mil garifunas em Belize, Guatemala, São Vicente e Granadinas, Nicarágua, e Honduras, com comunidades emigrantes em Los Angeles, Miami e Nova York.
Seguem uma religião tradicional mesclada com um catolicismo popular e protestantismo. Além das línguas de seus vizinhos (inglês, espanhol, crioulo do Belize), falam o garífuna, que é baseada no aruaque, com alguns elementos do caribenho (Kallínagu), francês, inglês e poucas palavras de origem africanas.
Possuem afinidades étnicas com os miskitos da Nicarágua.